# Cabal (partido político)
Cabal es un partido político de Guatemala

## Historia
El Partido Humanista de Guatemala fue fundado por Edmond Mulet en 2017 y se convirtió en su plataforma política para postularse a las elecciones presidenciales de 2019. Mulet, favorecido por su experiencia internacional, quedó en tercer lugar. El Partido Humanista ganó seis escaños en el Congreso.
En enero de 2020, la bancada legislativa del Partido Humanista se declaró «opositor» al gobierno de Alejandro Giammattei, pero a los pocos meses pasó a formar parte de la coalición gobernante. Mulet denunció el hecho y renunció a su afiliación al partido en noviembre de ese mismo año. 
En noviembre de 2020, Mulet anunció su nueva plataforma política «Cabal». En español guatemalteco, la palabra «cabal» se usa como una expresión coloquial que significa «exacto». En julio de 2022, el partido fue registrado por el Tribunal Supremo Electoral.

## Elecciones presidenciales
| Año electoral | Candidato    | 1.ª vuelta     | 1.ª vuelta | 2.ª vuelta     | 2.ª vuelta |
| Año electoral | Candidato    | Total de votos | Porcentaje | Total de votos | Porcentaje |
| ------------- | ------------ | -------------- | ---------- | -------------- | ---------- |
| 2023          | Edmond Mulet | 369.903        | 8.78% (5°) |                |            |